# Febo Borromeo d'Adda
Febo Borromeo D'Adda (Milano, 14 maggio 1871 – Milano, 27 gennaio 1945) è stato un politico italiano.

## Biografia

### Infanzia ed educazione

Stemma principesco dei Borromeo

Nacque a Milano figlio di Carlo Borromeo (1828-1889), conte di Arona, e di Costanza D'Adda (1842-1891), signora di Camairago e Guardasone, figlia di Vitaliano D'Adda (1800-1879), marchese di Pandino, e di Carolina Lamba Doria (1817-1856), nobile genovese.
Sia i Borromeo che i D'Adda appartenevano all'alta nobiltà lombarda: entrambe queste famiglie erano molto radicate nella nobiltà locale e godevano di grande rispetto. Suo avo materno era Sigmund Friedrich I, conte di Khevenhüller-Hohen-Osterwitz; fu nonno di Giovanni Andrea Borromeo d'Adda.
Borromeo D'Adda fu educato all'Accademia Militare di Modena, dalla quale uscì sottotenente automobilista ma non intraprese mai la carriera militare.

### Carriera politica
Si dedicò giovanissimo alla carriera politica quale membro della Destra storica: fu consigliere provinciale di Milano dal 1899 al 1913 e successivamente consigliere comunale e sindaco di Oreno e Cassano d'Adda. Fu inoltre presidente della Lega Navale, del Pio Istituto "Bassini", dell'opera nazionale orfani di guerra di Milano, patrono amministrativo della causa "Pia D'Adda" e consigliere della Banca Popolare di Milano.
Si dedicò inoltre ad opere filantropiche: fu consigliere dell'Istituto nazionale Vittorio Emanuele III per lo studio e la cura del cancro e presidente della Croce Rossa Italiana.
Sostenitore della causa neutralista durante la prima guerra mondiale, al suo scoppio insistette però per avere il grado di ufficiale (capitano) della Croce Rossa, operando soprattutto in Trentino.
Già eletto deputato per XXIII legislatura del Regno d'Italia ma non proclamato per la chiusura anticipata della legislatura,  fu confermato per la XXIV legislatura del Regno d'Italia il 26 ottobre 1913 per il collegio di Vimercate. Fu poi senatore per XXX legislatura del Regno d'Italia e membro della Commissione dell'Agricoltura dal 17 aprile 1939 al 5 agosto 1943.

### Morte
Morì il 27 gennaio 1945 a Milano.